# Meinungsforschung
Die Meinungsforschung (auch: Demoskopie (altgriechisch δῆμος démos „Volk“, σκοπείν skopeín „spähen“) oder Umfrageforschung) dient der Ermittlung der Öffentlichen Meinung, das heißt von Ansichten, Einstellungen, Stimmungen oder Wünschen der Bevölkerung. Sie stellt das Gegenstück zur Ökoskopie oder ökoskopischen Marktforschung dar, die mit Hilfe empirischer Verfahren objektive Befunde (Umsätze, Preisentwicklungen, Käuferstrukturen usw.) ermittelt.
Für die Meinungsforschung werden durch Befragungen auf der Basis eines repräsentativen Querschnitts der zu untersuchenden Grundgesamtheit Primärdaten gesammelt und anschließend interpretiert. Die Befragung kann entweder persönlich, telefonisch, schriftlich oder durch einen Online-Fragebogen erfolgen. In der Meinungsforschung kann es sowohl um einmalige Erhebungen (Querschnittstudien) als auch um Langzeituntersuchungen (Längsschnittstudien) gehen.
Langzeituntersuchungen können entweder in Form wiederholter Befragungen unterschiedlicher Stichproben (Trendstudie) oder in Form von Panel-Untersuchungen (personenidentische Mehrfachbefragung) angelegt sein, bei denen über einen Zeitraum von oft mehreren Jahren dieselben Personen wiederholt befragt werden.

## Geschichte
Die erste dokumentierte Meinungsumfrage wurde 1824 von der Lokalzeitung in Harrisburg durchgeführt. Es wurde gefragt, wer Präsident nach der Wahl von 1824 wird. 59 Prozent gaben an, Andrew Jackson würde der nächste Präsident. Bei der Wahl bekam dieser auch die meisten Stimmen, jedoch nicht die meisten Wahlmänner, und so wurde John Quincy Adams 6. Präsident der Vereinigten Staaten von Amerika.
In der Folgezeit wurden Methoden zur repräsentativen Umfrage entwickelt, unter anderem durch George Gallup, der ab den 1930er Jahren die sogenannte Gallup-Poll-Stichprobenerhebungsmethoden entwickelte.
Die Studie Die Arbeitslosen von Marienthal aus dem Jahr 1933 gilt als Meilenstein der Demoskopie durch die Kombination qualitativer mit quantitativen Methoden der Sozialforschung (Beobachtung, Strukturierte Beobachtungsprotokolle, Haushaltserhebungen, Fragebögen, Zeitverwendungsbögen, Interviews, Gespräche und gleichzeitige Hilfestellungen).
Im Dritten Reich waren die sog. Meldungen aus dem Reich geheime innenpolitische Lageberichte des Sicherheitsdienstes des Reichsführers SS. Darin wurden zwischen Kriegsbeginn 1939 und Juli 1944 Stimmungsberichte aus der deutschen Bevölkerung gesammelt, um sie einem kleinen Kreis hoher NS-Funktionäre und Beamter zugänglich zu machen. (Siehe auch Gestapo-Berichte)
1947 gründete Elisabeth Noelle-Neumann das erste Meinungsforschungsinstitut in Deutschland, das Institut für Demoskopie Allensbach. Es entstanden bald weitere Meinungsforschungsinstitute, die 1955 den Arbeitskreis für betriebswirtschaftliche Markt- und Absatzforschung e. V. gründeten.
Der Soziologe Theodor W. Adorno setzte 1952 mit „Zur gegenwärtigen Stellung der empirischen Sozialforschung in Deutschland“ kritisch mit der Rolle der Meinungsforschung auseinander (1957 als Essay „Soziologie und empirische Forschung“).
Durch die zunehmende Verbreitung zunächst elektronischer und später digitaler Medien haben sich die Methoden der Meinungsforschung gewandelt. Zunächst wurden persönlich-schriftliche oder postalische Befragungen durchgeführt. Später kamen telefonische Befragungen hinzu. Mit der Verbreitung des Internets werden zunehmend Online-Befragungen durchgeführt. Neuere Studien nutzen Informationen aus sozialen Netzwerken bzw. Big Data.

## Probleme in der Meinungsforschung

### Problem- und Kritikpunkte
Meinungsforschung erhebt den Anspruch, Meinungen bestimmter Bevölkerungsgruppierung wiederzugeben; gelegentlich auch die öffentliche Meinung. Der Zweig der empirischen Sozialforschung führt immer zu originären empirischen Daten. Die Qualität und Validität der empirisch ermittelten (auch rechnerisch richtigen) Befragungsergebnisse hängt jedoch von der Qualität und Objektivität ihrer methodischen Anlage ab. Ohne Kenntnis des Forschungsdesigns, namentlich ohne Kenntnis von Fragestellung, Befragungssituation, Probandenauswahl und Interviewerverhalten, ist die Qualität der Ergebnisse kaum zu beurteilen. Im Einzelnen stößt die Meinungsforschung auch auf folgende Probleme:
- Gerade wenn von einer Meinung auf Verhalten oder Handeln rückgeschlossen werden soll, zeigt sich oft, dass die geäußerte Meinung des Befragten über ein Verhalten oder Handeln vom tatsächlichen abweicht.
- Bei als sozial unerwünscht empfundenen Meinungen/Verhaltensweisen neigt ein Teil der Befragten dazu, diese nicht zuzugeben oder vorgeschobene Antworten zu geben (psychologische Rationalisierung). Bei standardisierten schriftlichen Befragungen spielt die „Ja-sage-Tendenz“ eine verzerrende Rolle. Im Übrigen werden nur die gestellten Fragen beantwortet – „Assoziationen, Unbewusstes oder Vorbewusstes von Probanden bleibt unentdeckt“.[3]
- Sowohl durch das Verhalten des Interviewers (Ergebnisverzerrung durch die Interviewer) als auch durch suggestive Fragestellungen ist es möglich, bestimmte Antworten zu provozieren. Dies soll zwar vermieden werden, kommt aber in der Praxis regelmäßig vor.
- Bei Auftraggebern, die eine vorgefasste Meinung tendenziell bestätigt bekommen möchten, kann die Art der Fragestellung wie auch die Auswahl der Probanden dazu dienen, bestimmte Ergebnisse zu begünstigen.
- Bei direkten, persönlichen Befragungen kann es vorkommen, dass die oft in prekären Arbeitsverhältnissen arbeitenden Interviewer Befragungsergebnisse „erfinden“, um ihr Gehalt aufzubessern. Dies ist möglich, wenn sie pro Fragebogen bezahlt werden.
- Insbesondere bei Telefonbefragungen sind Zweifel an der Repräsentativität angebracht. Darüber hinaus fallen alle diejenigen aus der Stichprobe heraus, die derartigen Telefonumfragen negativ gegenüberstehen und daher gar nicht erst darauf eingehen.
- Der befragte Personenkreis ist oftmals sehr klein gewählt, um die Auswertungsarbeit so gering wie möglich zu halten. Jedoch leidet dadurch wiederum die Repräsentativität der Ergebnisse. Insbesondere dann, wenn Untergruppen gebildet werden, kann die Anzahl der tatsächlich dazu Befragten Personen bei nur 20 oder noch darunter liegen, was kaum mehr valide Schlüsse erlaubt.

### Beispiel
Insbesondere bei der Bundestagswahl in Deutschland im Herbst 2005 hat sich gezeigt, dass die Demoskopen deutlich falsche Vorhersagen mit Fehlern von 5 % und mehr machen. Im konkreten Fall ist noch unklar, wo genau die Ursache lag, es wird jedoch angenommen, dass die traditionell sehr hohe Parteibindung in der Bundesrepublik Deutschland allmählich auf die Werte absinkt, wie sie in den USA schon länger beobachtet werden, und dass daher die Korrekturfaktoren, mit denen die Primärdaten gewichtet werden, ihre Gültigkeit allmählich verlieren und an die veränderte gesellschaftliche Wahrnehmung angepasst werden müssen.

## Meinungsforschungsinstitute
Die größten bzw. bekanntesten Meinungsforschungsinstitute in Deutschland sind:
- forsa
- die Forschungsgruppe Wahlen
- infas
- infratest dimap
- Institut für Demoskopie Allensbach (IfD)
- Ipsos
- TNS Emnid

Die größten bzw. bekanntesten Meinungsforschungsinstitute in Österreich sind:
- IFES – Institut für Empirische Sozialforschung
- Integral Markt- und Meinungsforschung
- SORA
- Österreichische Gesellschaft für Marketing (OGM)
- IFDD – Institut für Demoskopie und Datenanalyse

Bekannte Meinungsforschungsinstitute in der Schweiz sind:
- DemoSCOPE-Gruppe
- gfs.bern
- LINK Institut

Bekannte Meinungsforschungsinstitute in Frankreich sind:
- Institut français d’opinion publique, Paris
- TNS Sofres, Paris

Bekannte Meinungsforschungsinstitute in Großbritannien sind:
- TNS BMRB
- YouGov, London

Auf europäischer Ebene fasst Europe Elects Ergebnisse zusammen und stellt diese der Europäischen Öffentlichkeit zur Verfügung.

## Anwendungsbereiche
Meinungsforschung wird oft in der Politik, den Medien, der Wirtschaft und der Sozialforschung eingesetzt.
In der Politik wird Meinungsforschung zum einen in der Wahlforschung verwandt, vor allem bei der Sonntagsfrage, zum anderen in der Befragung zu spezifischen Politikthemen. Demokratietheoretisch stößt dies oft auf Kritik: Die Ausrichtung der Politik an der Meinungsforschung höhle traditionellere und bewährte Formen der politischen Willensbildung aus. Die Orientierung der Politik an der durch unsichere Konzepte erhobenen wankelmütigen Meinung werde populistische an Stelle inhaltlich richtigerer Lösungen bevorzugen.
Die Wirtschaft verwendet die Meinungsforschung vor allem im Gebiet der Marktforschung.